# Henri Crémer
 (août 2025).
Si vous disposez d'ouvrages ou d'articles de référence ou si vous connaissez des sites web de qualité traitant du thème abordé ici, merci de compléter l'article en donnant les références utiles à sa vérifiabilité et en les liant à la section « Notes et références ».
Pour les articles homonymes, voir Cremer.
Henri Crémer (né le  8 mars 1849 à Sarreguemines - mort le 2 janvier 1938 à Sainte-Menehould) est un général de division français.

## Biographie
Né à Sarreguemines (Moselle) le 8 mars 1849. Issu d'un milieu modeste, suivant l'exemple de son frère Camille, il entre à l'École spéciale militaire de Saint-Cyr en 1866. Deux ans plus tard, il en sort sous-lieutenant. 
Affecté au Régiment étranger au commencement de la guerre franco-prussienne de 1870, il sert ensuite aux 7e puis 27e bataillons de marche de chasseurs à pied. 
Après l'armistice, il sert en Algérie se bat contre les insurgés en Kabylie (colonne Lallemand - 1871), puis prend part à l'expédition à El Goleah (colonne Galliffet - hivers 1872-1873).
Henri Crémer opte pour la nationalité française en 1872. Tout comme son aîné, il ne fait pas mystère de ses convictions républicaines.
Breveté de l’École militaire supérieure en 1879, Crémer gravit les échelons pour devenir colonel du 114e régiment d'infanterie en 1897. 
Général de brigade en décembre 1901, il commande l'artillerie du 4e corps d'armée, la brigade de cavalerie du 3e corps d'armée fin 1903, puis la 77e brigade d'infanterie en 1905. 
Nommé général de division en décembre 1907, il commande la 2e division d'infanterie à Arras. Promu au commandement du 1er corps d'armée le 18 juillet 1911, il doit quitter ses fonctions et est mis en disponibilité le 20 novembre 1913, après avoir négocié l'obtention de la plaque de Grand Officier contre son départ anticipé[réf. nécessaire]. 
Il se dit victime de manœuvres du clan Pau/Castelnau visant à remplacer les généraux républicains.

## Décorations
|  |  |  |

### Décorations françaises
- Légion d’honneur :
  - Chevalier - 11 juillet 1882 ;
  - Officier - 11 juillet 1900 ;
  - Commandeur - 11 juillet 1909 ;
  - Grand-Officier - 25 octobre 1913 ;
- Médaille commémorative de la guerre 1870-1871 - 1912 ;
- Médaille_coloniale avec agrafe " Algérie"